# БК «Красный Октябрь» в сезоне 2013/2014
Сезоне 2013/2014 — второй сезон БК «Красный Октябрь» из Волгограда в истории и первый в Единой лиге ВТБ.

## Итоги прошедшего сезона
В год дебюта в Суперлиге команда заняла 11-е место в регулярном чемпионате. В плей-офф волгоградцы вылетели на стадии 1/8 финала, проиграв «Атаману» 0:2. В утешительных играх за 9-15 места заняли 14 место.
По окончании сезона лучшими в составе были признаны следующие баскетболисты:
- «больше всех очков» — Фёдор Лихолитов: 342 очков (16,3 в среднем за игру, 2 результат в лиге);
- «лучший по атакующим передачам» — Виталий Бойко: 132 (4,4 в среднем за игру, 7 результат в лиге);
- «лучший по подборам» — Фёдор Лихолитов: 231 (11,0 в среднем за игру, лидер лиги).

Также Фёдор Лихолитов попал в символическую сборную турнира.

## Подготовка к сезону
По итогам Суперлиги прошлого сезона в Лигу ВТБ должен был выйти БК «Урал» — победитель плей-офф, но тот по экономическим причинам не смог выйти на уровень выше. Среди клубов Суперлиги «Красный Октябрь» имел наиболее уравновешенный экономический запас.
По жеребьёвке попал в группу В.

## Матчи
− Победа
 − Поражение

### Единая лига ВТБ

#### Октябрь
| 14 октября 2013 19:00 | Отчёт | Цмоки Минск                       | 112:113 ОТ | Красный Октябрь    | Минск-Арена, Минск Зрителей: 1500 Судьи: Борис Шульга, Марек Цмикевич, Мартинас Гудас |
| 14 октября 2013 19:00 | Отчёт | 20:26, 27:24, 22:29, 29:19, 14:15 |            |                    | Минск-Арена, Минск Зрителей: 1500 Судьи: Борис Шульга, Марек Цмикевич, Мартинас Гудас |
| 14 октября 2013 19:00 | Отчёт | Кит Бенсон 29                     | Очки       | Рэнди Калпеппер 41 | Минск-Арена, Минск Зрителей: 1500 Судьи: Борис Шульга, Марек Цмикевич, Мартинас Гудас |
| 14 октября 2013 19:00 | Отчёт | Алексей Тростинецкий 9            | Подборы    | Катберт Виктор 10  | Минск-Арена, Минск Зрителей: 1500 Судьи: Борис Шульга, Марек Цмикевич, Мартинас Гудас |
| 14 октября 2013 19:00 | Отчёт | Бранко Миркович 7                 | Передачи   | Три игрока по 4    | Минск-Арена, Минск Зрителей: 1500 Судьи: Борис Шульга, Марек Цмикевич, Мартинас Гудас |

| 20 октября 2013 19:00 | Отчёт | Красный Октябрь            | 80:96    | Химки             | Дворец спорта волгоградских профсоюзов, Волгоград Зрителей: 4200 Судьи: Антон Махлин, Евгений Ветров, Сергей Беляков |
| 20 октября 2013 19:00 | Отчёт | 13:31, 25:17, 12:19, 30:29 |          |                   | Дворец спорта волгоградских профсоюзов, Волгоград Зрителей: 4200 Судьи: Антон Махлин, Евгений Ветров, Сергей Беляков |
| 20 октября 2013 19:00 | Отчёт | Кевин Флетчер 21           | Очки     | Джеймс Огастин 22 | Дворец спорта волгоградских профсоюзов, Волгоград Зрителей: 4200 Судьи: Антон Махлин, Евгений Ветров, Сергей Беляков |
| 20 октября 2013 19:00 | Отчёт | Уилли Дин 5                | Подборы  | Джеймс Огастин 15 | Дворец спорта волгоградских профсоюзов, Волгоград Зрителей: 4200 Судьи: Антон Махлин, Евгений Ветров, Сергей Беляков |
| 20 октября 2013 19:00 | Отчёт | Катберт Виктор 7           | Передачи | Марко Попович 7   | Дворец спорта волгоградских профсоюзов, Волгоград Зрителей: 4200 Судьи: Антон Махлин, Евгений Ветров, Сергей Беляков |

| 27 октября 2013 18:00 | Отчёт | Триумф                     | 88:80    | Красный Октябрь                  | Дворец спорта «Триумф», Люберцы Зрителей: 1500 Судьи: Сергей Круг, Игорь Деменков, Максим Колычев |
| 27 октября 2013 18:00 | Отчёт | 23:13, 16:24, 25:14, 24:29 |          |                                  | Дворец спорта «Триумф», Люберцы Зрителей: 1500 Судьи: Сергей Круг, Игорь Деменков, Максим Колычев |
| 27 октября 2013 18:00 | Отчёт | Кори Хиггинс 27            | Очки     | Уилли Дин, Рэнди Калпеппер по 21 | Дворец спорта «Триумф», Люберцы Зрителей: 1500 Судьи: Сергей Круг, Игорь Деменков, Максим Колычев |
| 27 октября 2013 18:00 | Отчёт | Милован Ракович 8          | Подборы  | Уилли Дин, Катберт Виктор по 8   | Дворец спорта «Триумф», Люберцы Зрителей: 1500 Судьи: Сергей Круг, Игорь Деменков, Максим Колычев |
| 27 октября 2013 18:00 | Отчёт | Дмитрий Кулагин 5          | Передачи | Уилли Дин 9                      | Дворец спорта «Триумф», Люберцы Зрителей: 1500 Судьи: Сергей Круг, Игорь Деменков, Максим Колычев |

#### Ноябрь
| 2 ноября 2013 19:00 | Отчёт | Красный Октябрь            | 74:83    | Красные крылья | Дворец спорта волгоградских профсоюзов, Волгоград Зрителей: 3150 Судьи: Владимир Охрименко, Рафаэль Ганиев, Елена Чернова |
| 2 ноября 2013 19:00 | Отчёт | 18:35, 20:11, 19:26, 17:11 |          |                | Дворец спорта волгоградских профсоюзов, Волгоград Зрителей: 3150 Судьи: Владимир Охрименко, Рафаэль Ганиев, Елена Чернова |
| 2 ноября 2013 19:00 | Отчёт | Уилли Дин 18               | Очки     | Брэйси Райт 24 | Дворец спорта волгоградских профсоюзов, Волгоград Зрителей: 3150 Судьи: Владимир Охрименко, Рафаэль Ганиев, Елена Чернова |
| 2 ноября 2013 19:00 | Отчёт | Катберт Виктор 8           | Подборы  | Брэйси Райт 7  | Дворец спорта волгоградских профсоюзов, Волгоград Зрителей: 3150 Судьи: Владимир Охрименко, Рафаэль Ганиев, Елена Чернова |
| 2 ноября 2013 19:00 | Отчёт | Уилли Дин 5                | Передачи | Аарон Майлз 9  | Дворец спорта волгоградских профсоюзов, Волгоград Зрителей: 3150 Судьи: Владимир Охрименко, Рафаэль Ганиев, Елена Чернова |

| 10 ноября 2013 19:00 | Отчёт | Красный Октябрь            | 103:88   | Астана           | Дворец спорта волгоградских профсоюзов, Волгоград Зрителей: 2250 Судьи: Юргис Лавринавичюс, Мирослав Томов, Пётр Ивашков |
| 10 ноября 2013 19:00 | Отчёт | 25:20, 26:20, 19:26, 33:22 |          |                  | Дворец спорта волгоградских профсоюзов, Волгоград Зрителей: 2250 Судьи: Юргис Лавринавичюс, Мирослав Томов, Пётр Ивашков |
| 10 ноября 2013 19:00 | Отчёт | Рэнди Калпеппер 30         | Очки     | Брион Раш 23     | Дворец спорта волгоградских профсоюзов, Волгоград Зрителей: 2250 Судьи: Юргис Лавринавичюс, Мирослав Томов, Пётр Ивашков |
| 10 ноября 2013 19:00 | Отчёт | Катберт Виктор 12          | Подборы  | Оласени Лавал 11 | Дворец спорта волгоградских профсоюзов, Волгоград Зрителей: 2250 Судьи: Юргис Лавринавичюс, Мирослав Томов, Пётр Ивашков |
| 10 ноября 2013 19:00 | Отчёт | Уилли Дин 6                | Передачи | Три игрока по 4  | Дворец спорта волгоградских профсоюзов, Волгоград Зрителей: 2250 Судьи: Юргис Лавринавичюс, Мирослав Томов, Пётр Ивашков |

| 17 ноября 2013 19:00 | Отчёт | Красный Октябрь            | 96:95    | Нептунас             | Дворец спорта волгоградских профсоюзов, Волгоград Зрителей: 2800 Судьи: Марчин Ковальски, Андрис Аункрогерс, Роман Пономаренко |
| 17 ноября 2013 19:00 | Отчёт | 24:25, 20:27, 30:24, 22:19 |          |                      | Дворец спорта волгоградских профсоюзов, Волгоград Зрителей: 2800 Судьи: Марчин Ковальски, Андрис Аункрогерс, Роман Пономаренко |
| 17 ноября 2013 19:00 | Отчёт | Уилли Дин 28               | Очки     | Мариус Рункаускас 25 | Дворец спорта волгоградских профсоюзов, Волгоград Зрителей: 2800 Судьи: Марчин Ковальски, Андрис Аункрогерс, Роман Пономаренко |
| 17 ноября 2013 19:00 | Отчёт | Катберт Виктор 13          | Подборы  | Эдгарас Улановас 9   | Дворец спорта волгоградских профсоюзов, Волгоград Зрителей: 2800 Судьи: Марчин Ковальски, Андрис Аункрогерс, Роман Пономаренко |
| 17 ноября 2013 19:00 | Отчёт | Уилли Дин 6                | Передачи | Три игрока по 3      | Дворец спорта волгоградских профсоюзов, Волгоград Зрителей: 2800 Судьи: Марчин Ковальски, Андрис Аункрогерс, Роман Пономаренко |

| 30 ноября 2013 17:00 | Отчёт | ВЭФ                                  | 90:73    | Красный Октябрь    | Арена Рига, Рига Зрителей: 850 Судьи: Иво Долинек, Томас Ясевичюс, Марек Малышевски |
| 30 ноября 2013 17:00 | Отчёт | 25:20, 25:27, 20:8, 20:18            |          |                    | Арена Рига, Рига Зрителей: 850 Судьи: Иво Долинек, Томас Ясевичюс, Марек Малышевски |
| 30 ноября 2013 17:00 | Отчёт | Деррик Никс, Энтиуэйн Робинсон по 16 | Очки     | Рэнди Калпеппер 17 | Арена Рига, Рига Зрителей: 850 Судьи: Иво Долинек, Томас Ясевичюс, Марек Малышевски |
| 30 ноября 2013 17:00 | Отчёт | Энтиуэйн Робинсон 8                  | Подборы  | Рэнди Калпеппер 5  | Арена Рига, Рига Зрителей: 850 Судьи: Иво Долинек, Томас Ясевичюс, Марек Малышевски |
| 30 ноября 2013 17:00 | Отчёт | Даниэль Браун 9                      | Передачи | Уилли Дин 7        | Арена Рига, Рига Зрителей: 850 Судьи: Иво Долинек, Томас Ясевичюс, Марек Малышевски |

#### Декабрь
| 8 декабря 2013 17:00 | Отчёт | ЦСКА                                  | 101:87   | Красный Октябрь    | Универсальный спортивный комплекс ЦСКА, Москва Зрителей: 1000 Судьи: Борис Шульга, Оскар Лучис, Сергей Беляков |
| 8 декабря 2013 17:00 | Отчёт | 23:26, 24:22, 27:13, 27:26            |          |                    | Универсальный спортивный комплекс ЦСКА, Москва Зрителей: 1000 Судьи: Борис Шульга, Оскар Лучис, Сергей Беляков |
| 8 декабря 2013 17:00 | Отчёт | Александр Каун, Виталий Фридзон по 17 | Очки     | Рэнди Калпеппер 24 | Универсальный спортивный комплекс ЦСКА, Москва Зрителей: 1000 Судьи: Борис Шульга, Оскар Лучис, Сергей Беляков |
| 8 декабря 2013 17:00 | Отчёт | Кайл Хайнс 10                         | Подборы  | Катберт Виктор 11  | Универсальный спортивный комплекс ЦСКА, Москва Зрителей: 1000 Судьи: Борис Шульга, Оскар Лучис, Сергей Беляков |
| 8 декабря 2013 17:00 | Отчёт | Милош Теодосич 6                      | Передачи | Уилли Дин 7        | Универсальный спортивный комплекс ЦСКА, Москва Зрителей: 1000 Судьи: Борис Шульга, Оскар Лучис, Сергей Беляков |

| 15 декабря 2013 17:00 | Отчёт | Красный Октябрь            | 86:76    | Азовмаш                          | Дворец спорта волгоградских профсоюзов, Волгоград Зрителей: 2900 Судьи: Петри Мянтюля, Ааре Халико, Петр Груша |
| 15 декабря 2013 17:00 | Отчёт | 26:22, 14:16, 16:17, 30:21 |          |                                  | Дворец спорта волгоградских профсоюзов, Волгоград Зрителей: 2900 Судьи: Петри Мянтюля, Ааре Халико, Петр Груша |
| 15 декабря 2013 17:00 | Отчёт | Рэнди Калпеппер 36         | Очки     | Маркус Гиньярд 21                | Дворец спорта волгоградских профсоюзов, Волгоград Зрителей: 2900 Судьи: Петри Мянтюля, Ааре Халико, Петр Груша |
| 15 декабря 2013 17:00 | Отчёт | Катберт Виктор 7           | Подборы  | Игорь Зайцев 8                   | Дворец спорта волгоградских профсоюзов, Волгоград Зрителей: 2900 Судьи: Петри Мянтюля, Ааре Халико, Петр Груша |
| 15 декабря 2013 17:00 | Отчёт | Уилли Дин 7                | Передачи | Коулмэн Коллинс, Деррик Лоу по 6 | Дворец спорта волгоградских профсоюзов, Волгоград Зрителей: 2900 Судьи: Петри Мянтюля, Ааре Халико, Петр Груша |

#### Январь
| 12 января 2014 17:00 | Отчёт | Химки                      | 99:78    | Красный Октябрь    | Дворец спорта «Арена Химки», Химки Зрителей: 2000 Судьи: Олег Латышев ; Сергей Михайлов ; Евгений Островский |
| 12 января 2014 17:00 | Отчёт | 27:22, 30:23, 16:20, 26:13 |          |                    | Дворец спорта «Арена Химки», Химки Зрителей: 2000 Судьи: Олег Латышев ; Сергей Михайлов ; Евгений Островский |
| 12 января 2014 17:00 | Отчёт | Майкл Грин 17              | Очки     | Рэнди Калпеппер 27 | Дворец спорта «Арена Химки», Химки Зрителей: 2000 Судьи: Олег Латышев ; Сергей Михайлов ; Евгений Островский |
| 12 января 2014 17:00 | Отчёт | Майкл Грин 9               | Подборы  | Уилли Дин 8        | Дворец спорта «Арена Химки», Химки Зрителей: 2000 Судьи: Олег Латышев ; Сергей Михайлов ; Евгений Островский |
| 12 января 2014 17:00 | Отчёт | Сергей Моня 7              | Передачи | Рэнди Калпеппер 6  | Дворец спорта «Арена Химки», Химки Зрителей: 2000 Судьи: Олег Латышев ; Сергей Михайлов ; Евгений Островский |

| 18 января 2014 19:00 | Отчёт | Красный Октябрь            | 83:86    | Триумф                            | Дворец спорта волгоградских профсоюзов, Волгоград Зрителей: 2010 Судьи: Здравко Рутешич ; Антон Махлин ; Сергей Круг |
| 18 января 2014 19:00 | Отчёт | 24:18, 18:20, 24:26, 17:22 |          |                                   | Дворец спорта волгоградских профсоюзов, Волгоград Зрителей: 2010 Судьи: Здравко Рутешич ; Антон Махлин ; Сергей Круг |
| 18 января 2014 19:00 | Отчёт | Маркус Казин 17            | Очки     | Джереми Шаппел 22                 | Дворец спорта волгоградских профсоюзов, Волгоград Зрителей: 2010 Судьи: Здравко Рутешич ; Антон Махлин ; Сергей Круг |
| 18 января 2014 19:00 | Отчёт | Катберт Виктор 13          | Подборы  | Три игрока по 7                   | Дворец спорта волгоградских профсоюзов, Волгоград Зрителей: 2010 Судьи: Здравко Рутешич ; Антон Махлин ; Сергей Круг |
| 18 января 2014 19:00 | Отчёт | Уилли Дин 18               | Передачи | Джереми Шаппел, Кори Хиггинс по 5 | Дворец спорта волгоградских профсоюзов, Волгоград Зрителей: 2010 Судьи: Здравко Рутешич ; Антон Махлин ; Сергей Круг |

| 26 января 2014 17:00 | Отчёт | Астана                     | 106:86   | Красный Октябрь | СК Велотрек, Астана Зрителей: 1000 Судьи: Роман Пономаренко ; Андрей Шарапа ; Борис Рыжик |
| 26 января 2014 17:00 | Отчёт | 25:18, 37:20, 23:23, 21:25 |          |                 | СК Велотрек, Астана Зрителей: 1000 Судьи: Роман Пономаренко ; Андрей Шарапа ; Борис Рыжик |
| 26 января 2014 17:00 | Отчёт | Пэт Калатес 25             | Очки     | Уилли Дин 24    | СК Велотрек, Астана Зрителей: 1000 Судьи: Роман Пономаренко ; Андрей Шарапа ; Борис Рыжик |
| 26 января 2014 17:00 | Отчёт | Пэт Калатес 13             | Подборы  | Маркус Казин 6  | СК Велотрек, Астана Зрителей: 1000 Судьи: Роман Пономаренко ; Андрей Шарапа ; Борис Рыжик |
| 26 января 2014 17:00 | Отчёт | Джерри Джонсон 13          | Передачи | Уилли Дин 10    | СК Велотрек, Астана Зрителей: 1000 Судьи: Роман Пономаренко ; Андрей Шарапа ; Борис Рыжик |

#### Февраль
| 4 февраля 2014 19:30 | Отчёт | Красные крылья             | 83:78    | Красный Октябрь | МТЛ-Арена, Самара Зрителей: 1600 Судьи: Андрей Ерсан ; Семён Овинов ; Илья Путенко |
| 4 февраля 2014 19:30 | Отчёт | 23:16, 23:24, 12:23, 25:15 |          |                 | МТЛ-Арена, Самара Зрителей: 1600 Судьи: Андрей Ерсан ; Семён Овинов ; Илья Путенко |
| 4 февраля 2014 19:30 | Отчёт | Антон Понкрашов 32         | Очки     | Вона Уэйфер 20  | МТЛ-Арена, Самара Зрителей: 1600 Судьи: Андрей Ерсан ; Семён Овинов ; Илья Путенко |
| 4 февраля 2014 19:30 | Отчёт | Аарон Майлз 8              | Подборы  | Маркус Казин 7  | МТЛ-Арена, Самара Зрителей: 1600 Судьи: Андрей Ерсан ; Семён Овинов ; Илья Путенко |
| 4 февраля 2014 19:30 | Отчёт | Аарон Майлз 8              | Передачи | Уилли Дин8      | МТЛ-Арена, Самара Зрителей: 1600 Судьи: Андрей Ерсан ; Семён Овинов ; Илья Путенко |

| 24 февраля 2014 19:15 | Отчёт | Нептунас                  | 73:81    | Красный Октябрь | Швитурио-арена, Клайпеда Зрителей: 2000 Судьи: Якуб Замойски ; Эмин Могулкоч ; Александар Глисич |
| 24 февраля 2014 19:15 | Отчёт | 8:20, 20:22, 15:12, 30:27 |          |                 | Швитурио-арена, Клайпеда Зрителей: 2000 Судьи: Якуб Замойски ; Эмин Могулкоч ; Александар Глисич |
| 24 февраля 2014 19:15 | Отчёт | Мартинас Мажейка 18       | Очки     | Вон Уэйфер 28   | Швитурио-арена, Клайпеда Зрителей: 2000 Судьи: Якуб Замойски ; Эмин Могулкоч ; Александар Глисич |
| 24 февраля 2014 19:15 | Отчёт | Витаутас Шараускас 7      | Подборы  | Кевин Флетчер 9 | Швитурио-арена, Клайпеда Зрителей: 2000 Судьи: Якуб Замойски ; Эмин Могулкоч ; Александар Глисич |
| 24 февраля 2014 19:15 | Отчёт | Арвидас Эйтутявичюс 4     | Передачи | Уилли Дин 11    | Швитурио-арена, Клайпеда Зрителей: 2000 Судьи: Якуб Замойски ; Эмин Могулкоч ; Александар Глисич |

#### Март
| 8 марта 2014 19:00 | Отчёт | Красный Октябрь                | 85:84    | ВЭФ                  | Дворец спорта волгоградских профсоюзов, Волгоград Зрителей: 2700 Судьи: Дамир Явор ; Саша Маричич ; Гинтарас Виткаускас |
| 8 марта 2014 19:00 | Отчёт | 21:21, 27:21, 18:19, 19:23     |          |                      | Дворец спорта волгоградских профсоюзов, Волгоград Зрителей: 2700 Судьи: Дамир Явор ; Саша Маричич ; Гинтарас Виткаускас |
| 8 марта 2014 19:00 | Отчёт | Вон Уэйфер 23                  | Очки     | Энтиуэйн Робинсон 21 | Дворец спорта волгоградских профсоюзов, Волгоград Зрителей: 2700 Судьи: Дамир Явор ; Саша Маричич ; Гинтарас Виткаускас |
| 8 марта 2014 19:00 | Отчёт | Катберт Виктор, Уилли Дин по 7 | Подборы  | Деррик Никс 10       | Дворец спорта волгоградских профсоюзов, Волгоград Зрителей: 2700 Судьи: Дамир Явор ; Саша Маричич ; Гинтарас Виткаускас |
| 8 марта 2014 19:00 | Отчёт | Три игрока по 6                | Передачи | Гатис Яховичс 4      | Дворец спорта волгоградских профсоюзов, Волгоград Зрителей: 2700 Судьи: Дамир Явор ; Саша Маричич ; Гинтарас Виткаускас |

| 16 марта 2014 19:00 | Отчёт | Красный Октябрь           | 57:84    | ЦСКА              | Дворец спорта волгоградских профсоюзов, Волгоград Зрителей: 2500 Судьи: Якуб Замойски ; Антон Махлин ; Сергей Беляков |
| 16 марта 2014 19:00 | Отчёт | 22:16, 9:18, 15:32, 11:18 |          |                   | Дворец спорта волгоградских профсоюзов, Волгоград Зрителей: 2500 Судьи: Якуб Замойски ; Антон Махлин ; Сергей Беляков |
| 16 марта 2014 19:00 | Отчёт | Уилли Дин 14              | Очки     | Владимир Мицов 18 | Дворец спорта волгоградских профсоюзов, Волгоград Зрителей: 2500 Судьи: Якуб Замойски ; Антон Махлин ; Сергей Беляков |
| 16 марта 2014 19:00 | Отчёт | Маркус Казин 8            | Подборы  | Аарон Джексон 11  | Дворец спорта волгоградских профсоюзов, Волгоград Зрителей: 2500 Судьи: Якуб Замойски ; Антон Махлин ; Сергей Беляков |
| 16 марта 2014 19:00 | Отчёт | Вон Уэйфер 5              | Передачи | Сонни Уимз 6      | Дворец спорта волгоградских профсоюзов, Волгоград Зрителей: 2500 Судьи: Якуб Замойски ; Антон Махлин ; Сергей Беляков |

| 21 марта 2014 19:00 | Отчёт | Красный Октябрь            | 80:75    | Цмоки Минск        | Дворец спорта волгоградских профсоюзов, Волгоград Зрителей: 2570 Судьи: Мурат Бириджик ; Борис Шульга ; Оскар Лучис |
| 21 марта 2014 19:00 | Отчёт | 19:16, 27:14, 15:20, 19:25 |          |                    | Дворец спорта волгоградских профсоюзов, Волгоград Зрителей: 2570 Судьи: Мурат Бириджик ; Борис Шульга ; Оскар Лучис |
| 21 марта 2014 19:00 | Отчёт | Вон Уэйфер 23              | Очки     | Бранко Миркович 16 | Дворец спорта волгоградских профсоюзов, Волгоград Зрителей: 2570 Судьи: Мурат Бириджик ; Борис Шульга ; Оскар Лучис |
| 21 марта 2014 19:00 | Отчёт | Бернард Кинг 11            | Подборы  | Джейсон Уошберн 9  | Дворец спорта волгоградских профсоюзов, Волгоград Зрителей: 2570 Судьи: Мурат Бириджик ; Борис Шульга ; Оскар Лучис |
| 21 марта 2014 19:00 | Отчёт | Бернард Кинг 11            | Передачи | Бранко Миркович 5  | Дворец спорта волгоградских профсоюзов, Волгоград Зрителей: 2570 Судьи: Мурат Бириджик ; Борис Шульга ; Оскар Лучис |

| 23 марта 2014 14:00 | Отчёт | Азовмаш                            | 72:84    | Красный Октябрь            | Дворец спорта волгоградских профсоюзов, Волгоград Зрителей: 1800 Судьи: Роберт Выклицки ; Ааре Халико ; Андрей Шарапа |
| 23 марта 2014 14:00 | Отчёт | 16:23, 18:29, 23:24, 15:8          |          |                            | Дворец спорта волгоградских профсоюзов, Волгоград Зрителей: 1800 Судьи: Роберт Выклицки ; Ааре Халико ; Андрей Шарапа |
| 23 марта 2014 14:00 | Отчёт | Игорь Зайцев, Кирилл Натяжко по 17 | Очки     | Уилли Дин, Вон Уэйферпо 21 | Дворец спорта волгоградских профсоюзов, Волгоград Зрителей: 1800 Судьи: Роберт Выклицки ; Ааре Халико ; Андрей Шарапа |
| 23 марта 2014 14:00 | Отчёт | Кирилл Натяжко 9                   | Подборы  | Катберт Виктор 9           | Дворец спорта волгоградских профсоюзов, Волгоград Зрителей: 1800 Судьи: Роберт Выклицки ; Ааре Халико ; Андрей Шарапа |
| 23 марта 2014 14:00 | Отчёт | Дмитрий Забирченко 5               | Передачи | Уилли Дин 12               | Дворец спорта волгоградских профсоюзов, Волгоград Зрителей: 1800 Судьи: Роберт Выклицки ; Ааре Халико ; Андрей Шарапа |

#### Турнирная таблица
|  | Выход в 1/4 финала |  | Выход в 1/8 финала |

| Место | Команда         | И  | В  | П  | М         | Очки |
| ----- | --------------- | -- | -- | -- | --------- | ---- |
| 1     | Химки           | 18 | 18 | 0  | 1567-1249 | 36   |
| 2     | ЦСКА            | 18 | 16 | 2  | 1468-1233 | 34   |
| 3     | Триумф          | 18 | 11 | 7  | 1401-1394 | 29   |
| 4     | Красные крылья  | 18 | 9  | 9  | 1371-1394 | 27   |
| 5     | Астана          | 18 | 8  | 10 | 1498-1527 | 26   |
| 6     | Красный Октябрь | 18 | 8  | 10 | 1298-1365 | 26   |
| 7     | ВЭФ             | 18 | 7  | 11 | 1398-1430 | 25   |
| 8     | Нептунас        | 18 | 5  | 13 | 1406-1525 | 23   |
| 9     | Цмоки Минск     | 18 | 4  | 14 | 1229-1286 | 22   |
| 10    | Азовмаш         | 18 | 4  | 14 | 1314-1480 | 22   |

### Плей-офф

#### 1/8 финала
| 30 апреля 2014 19:00 | Отчёт | Красный Октябрь            | 85:91    | Локомотив-Кубань                  | Дворец спорта волгоградских профсоюзов, Волгоград Зрителей: 2600 Судьи: Антон Махлин ; Марек Цмикевич ; Оскар Лучис |
| 30 апреля 2014 19:00 | Отчёт | 22:25, 29:18, 16:19, 18:29 |          |                                   | Дворец спорта волгоградских профсоюзов, Волгоград Зрителей: 2600 Судьи: Антон Махлин ; Марек Цмикевич ; Оскар Лучис |
| 30 апреля 2014 19:00 | Отчёт | Уилли Дин 28               | Очки     | Маркус Уильямс 18                 | Дворец спорта волгоградских профсоюзов, Волгоград Зрителей: 2600 Судьи: Антон Махлин ; Марек Цмикевич ; Оскар Лучис |
| 30 апреля 2014 19:00 | Отчёт | Виктор Катберт 9           | Подборы  | Алекс Марич, Ричард Хендрикс по 7 | Дворец спорта волгоградских профсоюзов, Волгоград Зрителей: 2600 Судьи: Антон Махлин ; Марек Цмикевич ; Оскар Лучис |
| 30 апреля 2014 19:00 | Отчёт | Бернард Кинг 7             | Передачи | Маркус Уильямс 14                 | Дворец спорта волгоградских профсоюзов, Волгоград Зрителей: 2600 Судьи: Антон Махлин ; Марек Цмикевич ; Оскар Лучис |

| 3 мая 2014 13:00 | Отчёт | Локомотив-Кубань                     | 89:73    | Красный Октябрь   | Баскет-холл, Краснодар Зрителей: 1781 Судьи: Борис Шульга ; Роберт Выклицки ; Алексей Давыдов |
| 3 мая 2014 13:00 | Отчёт | 15:22, 28:26, 23:13, 23:12           |          |                   | Баскет-холл, Краснодар Зрителей: 1781 Судьи: Борис Шульга ; Роберт Выклицки ; Алексей Давыдов |
| 3 мая 2014 13:00 | Отчёт | Деррик Браун 17                      | Очки     | Маркус Казин 21   | Баскет-холл, Краснодар Зрителей: 1781 Судьи: Борис Шульга ; Роберт Выклицки ; Алексей Давыдов |
| 3 мая 2014 13:00 | Отчёт | Ричард Хендрикс 9                    | Подборы  | Виктор Катберт 11 | Баскет-холл, Краснодар Зрителей: 1781 Судьи: Борис Шульга ; Роберт Выклицки ; Алексей Давыдов |
| 3 мая 2014 13:00 | Отчёт | Крунослав Симон, Маркус Уильямс по 5 | Передачи | Бернард Кинг 10   | Баскет-холл, Краснодар Зрителей: 1781 Судьи: Борис Шульга ; Роберт Выклицки ; Алексей Давыдов |
| 3 мая 2014 13:00 | Отчёт | Локомотив-Кубань выиграл серию 2-0   |          |                   | Баскет-холл, Краснодар Зрителей: 1781 Судьи: Борис Шульга ; Роберт Выклицки ; Алексей Давыдов |

### Кубок России

#### 1/16 финала
| 7 ноября 2013 19:00 | Отчёт | Красный Октябрь            | 97:75    | АлтайБаскет (Барнаул) | Дворец спорта волгоградских профсоюзов, Волгоград Зрителей: 1050 Судьи: Антон Махлин, Сергей Михайлов, Антон Жук |
| 7 ноября 2013 19:00 | Отчёт | 24:17, 17:22, 29:22, 27:14 |          |                       | Дворец спорта волгоградских профсоюзов, Волгоград Зрителей: 1050 Судьи: Антон Махлин, Сергей Михайлов, Антон Жук |
| 7 ноября 2013 19:00 | Отчёт | Уилли Дин (24)             | Очки     | Александр Пушкин (16) | Дворец спорта волгоградских профсоюзов, Волгоград Зрителей: 1050 Судьи: Антон Махлин, Сергей Михайлов, Антон Жук |
| 7 ноября 2013 19:00 | Отчёт | Артём Комиссаров (6)       | Подборы  | Андрей Вохмянин (6)   | Дворец спорта волгоградских профсоюзов, Волгоград Зрителей: 1050 Судьи: Антон Махлин, Сергей Михайлов, Антон Жук |
| 7 ноября 2013 19:00 | Отчёт | Уилли Дин (3)              | Передачи | Сергей Варламов (7)   | Дворец спорта волгоградских профсоюзов, Волгоград Зрителей: 1050 Судьи: Антон Махлин, Сергей Михайлов, Антон Жук |

| 24 ноября 2013 17:00 | Отчёт | АлтайБаскет (Барнаул)      | 77:80    | Красный Октябрь      | Спорткомплекс «Победа», Барнаул Зрителей: 1100 Судьи: Сергей Круг, Вячеслав Ухов, Юрий Зинкевич |
| 24 ноября 2013 17:00 | Отчёт | 20:22, 20:28, 18:14, 19:16 |          |                      | Спорткомплекс «Победа», Барнаул Зрителей: 1100 Судьи: Сергей Круг, Вячеслав Ухов, Юрий Зинкевич |
| 24 ноября 2013 17:00 | Отчёт | Андрей Ворон (22)          | Очки     | Рэнди Каллеппер (22) | Спорткомплекс «Победа», Барнаул Зрителей: 1100 Судьи: Сергей Круг, Вячеслав Ухов, Юрий Зинкевич |
| 24 ноября 2013 17:00 | Отчёт | Андрей Ворон (12)          | Подборы  | Дмитрий Коршаков (6) | Спорткомплекс «Победа», Барнаул Зрителей: 1100 Судьи: Сергей Круг, Вячеслав Ухов, Юрий Зинкевич |
| 24 ноября 2013 17:00 | Отчёт | Амиран Амирханов (9)       | Передачи | Уилли Дин (4)        | Спорткомплекс «Победа», Барнаул Зрителей: 1100 Судьи: Сергей Круг, Вячеслав Ухов, Юрий Зинкевич |

#### 1/8 финала
| 6 декабря 2013 18:30 | Отчёт | Рускон-Мордовия            | 92:98    | Красный Октябрь      | Спортивный комплекс «Мордовия», Саранск Зрителей: 700 Судьи: Фёдор Дмитриев, Владимир Разбежкин, Алексей Гончаров |
| 6 декабря 2013 18:30 | Отчёт | 27:23, 14:21, 25:22, 26:32 |          |                      | Спортивный комплекс «Мордовия», Саранск Зрителей: 700 Судьи: Фёдор Дмитриев, Владимир Разбежкин, Алексей Гончаров |
| 6 декабря 2013 18:30 | Отчёт | Павел Александров (21)     | Очки     | Рэнди Каллеппер (33) | Спортивный комплекс «Мордовия», Саранск Зрителей: 700 Судьи: Фёдор Дмитриев, Владимир Разбежкин, Алексей Гончаров |
| 6 декабря 2013 18:30 | Отчёт | Дмитрий Загнойко (6)       | Подборы  | Дмитрий Коршаков (9) | Спортивный комплекс «Мордовия», Саранск Зрителей: 700 Судьи: Фёдор Дмитриев, Владимир Разбежкин, Алексей Гончаров |
| 6 декабря 2013 18:30 | Отчёт | Александр Варнаков (3)     | Передачи | Виктор Катберт (3)   | Спортивный комплекс «Мордовия», Саранск Зрителей: 700 Судьи: Фёдор Дмитриев, Владимир Разбежкин, Алексей Гончаров |

| 28 января 2014 18:30 | Отчёт | Красный Октябрь           | 74:60    | Рускон-Мордовия       | Зрителей: 1320 Судьи: Евгений Ветров, Александр Романов, Фёдор Дмитриев |
| 28 января 2014 18:30 | Отчёт | 21:19, 11:20, 20:13, 22:8 |          |                       | Зрителей: 1320 Судьи: Евгений Ветров, Александр Романов, Фёдор Дмитриев |
| 28 января 2014 18:30 | Отчёт | Уилли Дин (24)            | Очки     | Иван Павлов (14)      | Зрителей: 1320 Судьи: Евгений Ветров, Александр Романов, Фёдор Дмитриев |
| 28 января 2014 18:30 | Отчёт | Виктор Катберт (9)        | Подборы  | Роман Семернинов (10) | Зрителей: 1320 Судьи: Евгений Ветров, Александр Романов, Фёдор Дмитриев |
| 28 января 2014 18:30 | Отчёт | Виктор Катберт (5)        | Передачи | Григорий Андреев (3)  | Зрителей: 1320 Судьи: Евгений Ветров, Александр Романов, Фёдор Дмитриев |

#### Четвертьфиналы
| 8 февраля 2014 17:00 | Отчёт | Красный Октябрь            | 75:81    | ЦСКА (Москва)      | Дворец спорта волгоградских профсоюзов, Волгоград Зрителей: 3650 Судьи: Геннадий Пономарев, Илья Путенко, Максим Корнев |
| 8 февраля 2014 17:00 | Отчёт | 21:18, 20:22, 16:22, 18:19 |          |                    | Дворец спорта волгоградских профсоюзов, Волгоград Зрителей: 3650 Судьи: Геннадий Пономарев, Илья Путенко, Максим Корнев |
| 8 февраля 2014 17:00 | Отчёт | Вакеатон Кью Уэйфер (24)   | Очки     | Ненад Крстич (20)  | Дворец спорта волгоградских профсоюзов, Волгоград Зрителей: 3650 Судьи: Геннадий Пономарев, Илья Путенко, Максим Корнев |
| 8 февраля 2014 17:00 | Отчёт | Уилли Дин (8)              | Подборы  | Виктор Хряпа (7)   | Дворец спорта волгоградских профсоюзов, Волгоград Зрителей: 3650 Судьи: Геннадий Пономарев, Илья Путенко, Максим Корнев |
| 8 февраля 2014 17:00 | Отчёт | Уилли Дин (4)              | Передачи | Милош Теодосич (9) | Дворец спорта волгоградских профсоюзов, Волгоград Зрителей: 3650 Судьи: Геннадий Пономарев, Илья Путенко, Максим Корнев |

| 16 февраля 2014 17:00 | Отчёт | ЦСКА (Москва)              | 73:83    | Красный Октябрь          | Универсальный спортивный комплекс ЦСКА, Москва Зрителей: 1500 Судьи: Владимир Охрименко, Федор Дмитриев, Алексей Чудин |
| 16 февраля 2014 17:00 | Отчёт | 16:19, 21:14, 16:19, 20:32 |          |                          | Универсальный спортивный комплекс ЦСКА, Москва Зрителей: 1500 Судьи: Владимир Охрименко, Федор Дмитриев, Алексей Чудин |
| 16 февраля 2014 17:00 | Отчёт | Ненад Крстич (21)          | Очки     | Вакеатон Кью Уэйфер (38) | Универсальный спортивный комплекс ЦСКА, Москва Зрителей: 1500 Судьи: Владимир Охрименко, Федор Дмитриев, Алексей Чудин |
| 16 февраля 2014 17:00 | Отчёт | Виктор Хряпа (7)           | Подборы  | Маркус Казен (9)         | Универсальный спортивный комплекс ЦСКА, Москва Зрителей: 1500 Судьи: Владимир Охрименко, Федор Дмитриев, Алексей Чудин |
| 16 февраля 2014 17:00 | Отчёт | Джереми Парго (4)          | Передачи | Вакеатон Кью Уэйфер (3)  | Универсальный спортивный комплекс ЦСКА, Москва Зрителей: 1500 Судьи: Владимир Охрименко, Федор Дмитриев, Алексей Чудин |

#### Полуфиналы
| 31 марта 2014 19:00 | Отчёт | Красный Октябрь            | 72:81    | Локомотив-Кубань                        | Дворец спорта волгоградских профсоюзов, Волгоград Зрителей: 2500 Судьи: Игорь Деменков, Алексей Давыдов, Евгений Ветров |
| 31 марта 2014 19:00 | Отчёт | 17:13, 24:22, 17:29, 14:17 |          |                                         | Дворец спорта волгоградских профсоюзов, Волгоград Зрителей: 2500 Судьи: Игорь Деменков, Алексей Давыдов, Евгений Ветров |
| 31 марта 2014 19:00 | Отчёт | Виктор Катберт (18)        | Очки     | Деррик Браун (19)                       | Дворец спорта волгоградских профсоюзов, Волгоград Зрителей: 2500 Судьи: Игорь Деменков, Алексей Давыдов, Евгений Ветров |
| 31 марта 2014 19:00 | Отчёт | Маркус Казин (8)           | Подборы  | Ричард Хендрикс (11)                    | Дворец спорта волгоградских профсоюзов, Волгоград Зрителей: 2500 Судьи: Игорь Деменков, Алексей Давыдов, Евгений Ветров |
| 31 марта 2014 19:00 | Отчёт | Бернард Кинг (7)           | Передачи | Мантас Калниетис, Маркус Уильямс по (3) | Дворец спорта волгоградских профсоюзов, Волгоград Зрителей: 2500 Судьи: Игорь Деменков, Алексей Давыдов, Евгений Ветров |

| 7 апреля 2014 20:00 | Отчёт | Локомотив-Кубань                       | 71:69    | Красный Октябрь     | Баскет-холл, Краснодар Зрителей: 1500 Судьи: Сергей Буланов, Сергей Круг, Василий Галкин |
| 7 апреля 2014 20:00 | Отчёт | 18:25, 22:18, 16:11, 15:15             |          |                     | Баскет-холл, Краснодар Зрителей: 1500 Судьи: Сергей Буланов, Сергей Круг, Василий Галкин |
| 7 апреля 2014 20:00 | Отчёт | Андрей Зубков (18)                     | Очки     | Уилли Дин (17)      | Баскет-холл, Краснодар Зрителей: 1500 Судьи: Сергей Буланов, Сергей Круг, Василий Галкин |
| 7 апреля 2014 20:00 | Отчёт | Крунослав Симон (8)                    | Подборы  | Виктор Катберт (12) | Баскет-холл, Краснодар Зрителей: 1500 Судьи: Сергей Буланов, Сергей Круг, Василий Галкин |
| 7 апреля 2014 20:00 | Отчёт | Крунослав Симон, Маркус Уильямс по (3) | Передачи | Виктор Катберт (6)  | Баскет-холл, Краснодар Зрителей: 1500 Судьи: Сергей Буланов, Сергей Круг, Василий Галкин |